# Solfuro di bario
Il solfuro di bario è un composto chimico con la formula bruta BaS. È un importante precursore di altri composti del bario tra cui il carbonato di bario BaCO3 e il pigmento litopone, costituito da un miscuglio di solfato di bario (BaSO4) e di solfuro di zinco (ZnS).

## Scoperta, proprietà e produzione
Il solfuro di bario è stato scoperto dal ciabattino bolognese Vincenzo Casciarolo, alchimista dilettante, che trovò, alla base del Monte Paderno, sui colli di Bologna, una strana pietra. Casciarolo scoprì che la pietra, dopo essere stata calcinata nel carbone, aveva la capacità di trattenere la luce del sole e riemetterla per un certo tempo. La scoperta, datata tra il 1602 e il 1604, rappresenta la prima osservazione del fenomeno della fosforescenza.
In seguito a questa scoperta, il misterioso materiale divenne noto come pietra di Bologna, o meno frequentemente come, pietra luciferina, pietra di luna, spongia lucis (spugna di luce), lapis illuminabilis (pietra illuminabile), lapis lucifer e pietra fosforica (in entrambi i casi, "portatrice di luce") e phosphorus.
La pietra era costituita da barite che, una volta macinata e calcinata, si trasforma in solfuro di bario. Oggi è prodotto da una versione migliorata del metodo Casciarolo utilizzando carbone. Questo tipo di conversione è chiamata reazione carbotermica:
BaSO4 + 2 C → BaS + 2 CO2
BaS cristallizza con la stessa struttura ottaedrica del NaCl, con Ba2+ e S2- ai vertici. I suoi cristalli, appunto, hanno un reticolo cubico ai cui vertici si alternano ioni bario Ba2+ e ioni solfuro S2-.
BaS è molto tossico, come diversi altri solfuri, quali CaS e altri, che evolvono a solfuro di idrogeno e idrossidi a contatto con acqua.
{\displaystyle \mathrm {2\ BaS+2\ H_{2}O\rightarrow Ba(OH)_{2}+Ba(SH)_{2}} }